# Cynthia Hamilton, grevinde Spencer
Cynthia Ellinor Beatrix Spencer, grevinde Spencer DCVO OBE (født Lady Cynthia Hamilton; født 16. august 1897, død 4. december 1972) var en britisk hofdame og adelskvinde, der blev farmor til Diana, prinsesse af Wales. 

## Forældre
Lady Cynthia Hamilton var datter af James Hamilton, 3. hertug af Abercorn (1869–1953) og Rosalind Bingham, hertuginde af Abercorn (1869–1958). Rosalind Bingham var datter af George Bingham, 4, jarl af Lucan (1830–1914).

## Familie
Lady Cynthia Hamilton blev gift med Albert Spencer, 7th Earl Spencer (1892–1975). De fik en datter og en søn. Sønnen (John Spencer, 8. jarl Spencer (1924–1992)) blev far til Diana, prinsesse af Wales (1961–1997).